# Quinnia patula
Quinnia patula är en snäckart som först beskrevs av B.A. Marshall 1983.  Quinnia patula ingår i släktet Quinnia och familjen Seguenziidae. Inga underarter finns listade i Catalogue of Life.